# ماركو ستانوفيتش (لاعب كرة قدم)
ماركو ستانوفيتش هو لاعب كرة قدم صربي في مركز الوسط، ولد في 22 يونيو 1988 في Pirot ‏ في صربيا. لعب مع راد بيوغراد ونادي الفتح ونادي شريف تيراسبول.

## وصلات خارجية
- ماركو ستانوفيتش (لاعب كرة قدم) على موقع الاتحاد الأوربي (الإنجليزية)
- ماركو ستانوفيتش (لاعب كرة قدم) على موقع قاعدة بيانات كرة القدم.إي يو (الإنجليزية)
- ماركو ستانوفيتش (لاعب كرة قدم) على موقع Soccerbase.com (لاعب) (الإنجليزية)
- ماركو ستانوفيتش (لاعب كرة قدم) على موقع Soccerway.com (الإنجليزية)
- ماركو ستانوفيتش (لاعب كرة قدم) على موقع عالم كرة القدم.نت (الإنجليزية)
- ماركو ستانوفيتش (لاعب كرة قدم) على موقع AS.com (الإسبانية)